# Antonio Morales Veloso
Antonio Morales Veloso   (Madrid, 6 de desembre de 1889 - Sabadell, 7 de novembre de 1967), conegut també com a Morales I, i de vegades anomenat per alguna font com Arsenio Morales, fou un futbolista madrileny de la dècada de 1910, que la seva etapa futbolística més brillant es forjà a Catalunya.

## Trajectòria
Era germà del també futbolista Rafael Morales. De jove començà a jugar de mig ala, reeixint posteriorment com interior esquerre o extrem esquerre. Jugà a l'infantil del Moncloa FC durant tres anys. Més tard destacà al Club Español de Madrid on guanyà el campionat madrileny i fou finalista de la Copa d'Espanya en dues ocasions els anys 1909 i 1910. Amb la Gimnástica de Madrid tornà a guanyar el Campionat Regional Centre.
El febrer de 1912 fou fitxat pel FC Barcelona. La temporada 1912-13 fou fitxat pel RCD Espanyol, però acabada la mateixa retornà al Barcelona, on jugà fins a 1915. En total jugà 74 partits amb el club blaugrana, marcant 32 gols. Com a títols destacats, guanyà la Copa d'Espanya i el Campionat dels Pirineus de l'any 1912. Acabà la seva carrera al Racing madrileny i al CE Sabadell entre 1915 i 1916. Jugà diversos cops amb Catalunya, entre ells el partit que la selecció disputà a París davant França l'any 1912. Un cop retirat es dedicà a l'arbitratge.